# Ted Purdon
Edward John Purdon, detto Ted (Johannesburg, 1º marzo 1930 – Toronto, 29 aprile 2007), è stato un calciatore sudafricano, di ruolo attaccante.

## Carriera
Dal 1948 al 1950 gioca in patria con i Marist Brothers, per poi trasferirsi in Inghilterra, al Birmingham City, club di seconda divisione; trascorre nel club quattro stagioni consecutive in questa categoria, giocando un buon numero di partite ma senza mai essere realmente titolare (64 presenze in campionato in quattro stagioni) nonostante le buone medie realizzative mantenute (27 reti, ovvero una media complessiva di poco inferiore ad un gol ogni due partite). Nella stagione 1953-1954 si trasferisce a stagione iniziata al Sunderland, club di prima divisione, per la cifra all'epoca molto significativa di 15000 sterline, che gli valse l'ironico soprannome di Bank of England: nella sua prima stagione con i Black Cats mette a segno 11 reti in 16 presenze (con addirittura 5 reti segnate nelle sue prime 2 partite di prima divisione giocate, di fatto l'esordio migliore nell'intera storia del calcio inglese), mantenendo poi la titolarità anche nella stagione 1954-1955, in cui segna 16 reti in 35 presenze; durante questa stagione è anche protagonista involontario di un episodio negativo: in uno scontro di gioco colpisce infatti il portiere del West Bromwich Norman Heath che, cadendo, subisce una frattura alla spina dorsale che non solo ne termina la carriera ma lo costringe a trascorrere il resto della vita muovendosi solo con l'ausilio di una sedia a rotelle. Nella stagione 1955-1956 scende invece in campo con minor frequenza (25 presenze) ma riesce comunque a chiudere il campionato in doppia cifra di reti segnate, proprio a quota 10; infine, nella stagione 1956-1957 va in rete per 4 volte in 13 partite giocate prima di trasferirsi nel mese di marzo al Workington, club di terza divisione, dove rimane fino al febbraio del 1958 quando, dopo aver segnato 9 gol in 33 presenze, passa al Barrow, altro club militante in questa categoria, con cui poi trascorre la stagione 1958-1959 nel neonato campionato di Fourth Division (quarta divisione) per un totale di 37 presenze e 11 reti con il club in incontri di campionato.
Nella stagione 1959-1960 gioca in Southern Football League (all'epoca una delle principali leghe calcistiche inglesi al di fuori della Football League) con i semiprofessionisti del Bath City, per poi nei primi mesi della stagione 1960-1961 giocare in seconda divisione con i Bristol Rovers, dove disputa solamente 4 partite senza mai segnare; conclude poi la stagione in questione giocando con i semiprofessionisti inglesi del Wellington Town. Nel 1961 si trasferisce in Canada, dove gioca da professionista per nove stagioni con vari club di Toronto nella Eastern Canada Professional Soccer League; fanno eccezione gli anni dal 1961 al 1963 e dal 1964 al 1965 nei quali gioca negli Stati Uniti con i N.Y. Ukrainians, con i quali nel 1965 vince tra l'altro una Lamar Hunt U.S. Open Cup.
In carriera ha totalizzato complessivamente 228 presenze e 87 reti nei campionati della Football League, giocando almeno una partita e segnando almeno una rete in ciascuna delle quattro divisioni che la componevano.

## Palmarès

### Club

#### Competizioni nazionali
- Southern Football League: 1

Bath City: 1959-1960
- Lamar Hunt U.S. Open Cup: 1

New York Ukrainians: 1965